# 革命社会主义者联盟
革命社会主义者联盟（俄语：Союз Революционных Социалистов）是俄罗斯的一个共产主义组织。该组织持有反资本主义观点。该组织推崇“一个没有私有财产、阶级、国家、工资、金钱和商品生产的社会”。